# 东风乡 (郸城县)
东风乡，是中华人民共和国河南省周口市郸城县下辖的一个乡镇级行政单位。

## 行政区划
东风乡下辖以下地区：
龙王庙村、孙庄村、于楼村、西陈村、大赵庄村、范庄村、大刘村、前刘村、张关庙村、梁庄村、前赵庄村、东于村、董楼村、郑庄村、单楼村、大韩庄村、高庄村、李岗村、赵寨村、大树张村、尹寨村和杨庄村。